# Alexandru Neagu
Alexandru „Sandu“ Neagu (* 19. Juli 1948 in Bukarest; † 17. April 2010 ebenda) war ein rumänischer Fußballspieler. Der Stürmer nahm für die rumänische Nationalmannschaft an der Weltmeisterschaft 1970 teil.

## Werdegang
Neagu spielte in seiner Laufbahn ausschließlich für Rapid Bukarest. Für den Klub aus seiner Heimatstadt debütierte er 1965, ehe er zwei Jahre später mit dem Klub den zweiten rumänischen Meistertitel der Vereinsgeschichte gewann. Nach der Vizemeisterschaft 1969 rückte er in den Kreis der Nationalmannschaft, in der er im Februar 1970 beim 1:1-Unentschieden gegen Peru debütierte. Bei seinem zweiten Länderspieleinsatz, einem 1:1-Remis gegen West-Deutschland, erzielte er sein erstes Länderspieltor. In der Folge gehörte er im Sommer zum Kader für die Weltmeisterschaftsendrunde in Mexiko und erzielte bei drei Turniereinsätzen ein Tor. Bis 1972 hielt er sich in der Landesauswahl, für die er neben 15 offiziell anerkannten A-Länderspielen zwei Spiele im Rahmen der Qualifikation zu den Olympischen Spielen 1972 bestritt. Im selben Jahr holte er durch den Gewinn des Landespokals seinen zweiten nationalen Titel, dem 1975 der erneute Pokalsieg folgte. 1978 beendete er seine Karriere bei Rapid Bukarest, nachdem er für den Klub in 254 Erstligaspielen 93 Tore erzielt hatte.
Nach dem Ende seiner aktiven Laufbahn ließ sich Neagu von seiner ersten Frau scheiden. Er begann Alkohol zu trinken und litt nach einigen Jahren an Diabetes mellitus und Leberzirrhose. Da er seinen Lebensunterhalt nicht bestreiten konnte, erlaubte ihm sein Ex-Verein Rapid Bukarest, ein kleines Zimmer im Stadionul Giulești – Valentin Stănescu zu beziehen. Ehemalige Nationalmannschaftskollegen wie Necula Răducanu und Mircea Lucescu halfen ihm, zunächst in Bukarest und später im Kreis Argeș eine Bleibe zu finden. Im Herbst 2009 zog Neagu mit seiner zweiten Frau von Câmpulung nach Poiana Lacului, wo das Paar in bitterer Armut lebte. Am 14. April 2010 besuchte Neagu das Training von Ioan Andone bei Rapid Bukarest und brach sich dabei den rechten Oberschenkelknochen. Aufgrund seiner schlechten körperlichen Verfassung mussten die Ärzte im Spitalul Universitar de Urgență București einen chirurgischen Eingriff zunächst verschieben, woraufhin Neagu am 17. April 2010 zwei Herzinfarkte erlitt, an deren Folgen er verstarb.

## Erfolge
- WM-Teilnehmer: 1970
- Rumänischer Meister: 1967
- Rumänischer Vizemeister: 1966, 1970, 1971
- Rumänischer Pokalsieger: 1972, 1975